# Portas do Cerco

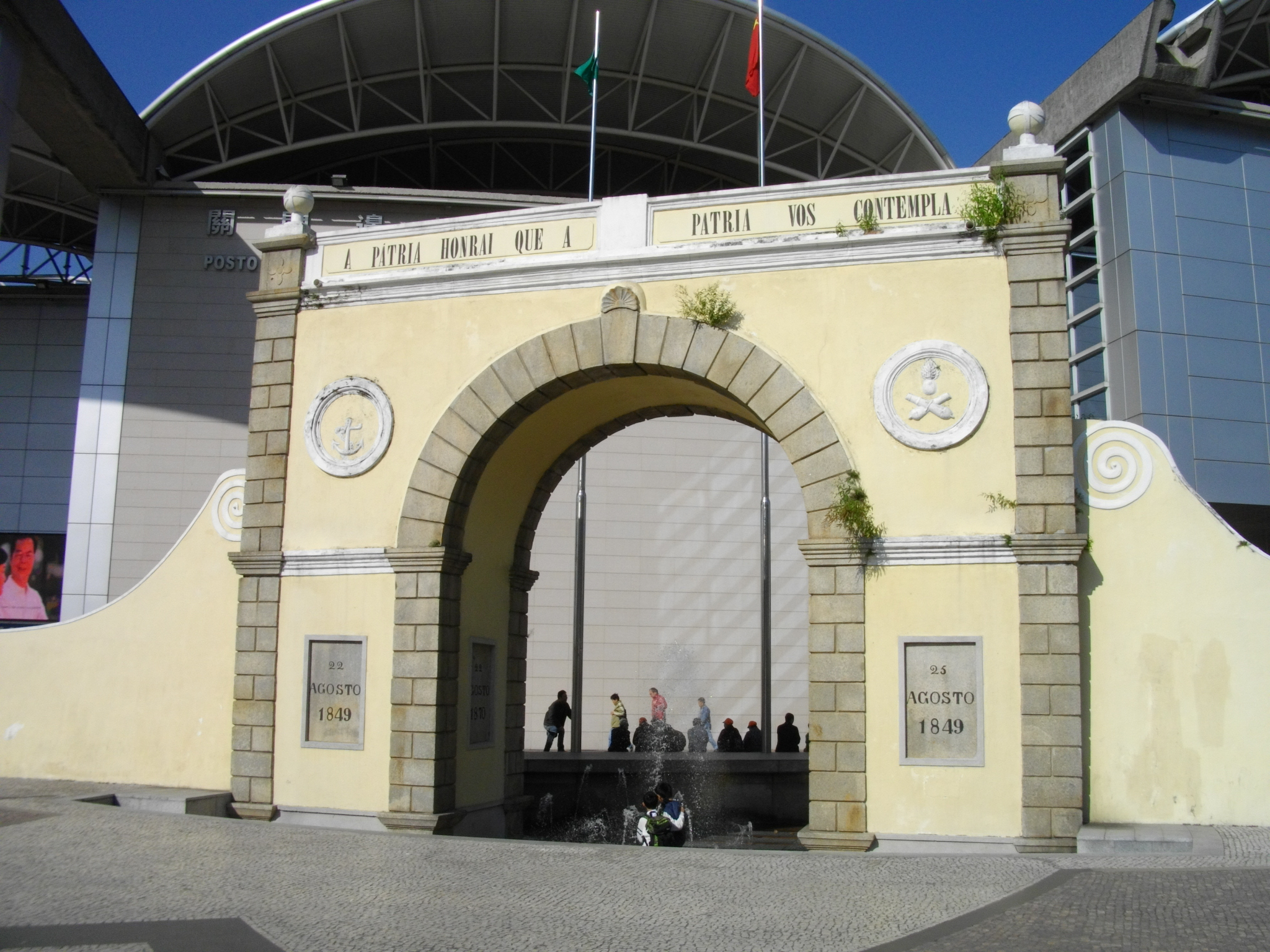

Les Portas do Cerco (关闸) sont une porte-frontière située sur la pointe nord de la péninsule de Macao, en République populaire de Chine.
À l'origine, construite au XIXe siècle, elle sépare la colonie portugaise de la Chine. Elle est située au nord à la suite d'une extension portugaise liée à un affrontement en 1849. Le gouverneur de Macao João Ferreira do Amaral trouve la mort dans ce combat remporté néanmoins par les troupes portugaises de Vicente Nicolau de Mesquita.
La phrase A pátria honrai, que a pátria vos contempla se trouve inscrite sur la porte.
La porte est désormais obsolète, mais Macao étant une région administrative spéciale, elle garde une frontière avec le Zhuhai et depuis 2005 a été construit à proximité le Posto Fronteiriço das Portas do Cerco (en) pour servir de poste frontière et de douane.